# Олег Святославич
Оле́г Святосла́вич (д.-рус. Ѡлегъ Свѧтославичъ, Ѡлегъ Ст҃ославичь; 1053 — 1 серпня 1115) — руський князь з династії Рюриковичів. Князь володимирський (1074/1077—1077), тмутороканський (1083—1094), чернігівський (1094—1096) і сіверський (1097—1115). Син київського князя Святослава II Ярославича, онук Ярослава I Мудрого. Засновник роду Ольговичів. Намагався зброєю захопити Чернігів, за що був засланий до Візантії на острів Родос. Користувався довірою візантійського імператора Никифора III Воніата, був одружений з візантійською аристократкою Феофанією Музалоніссою. 1082 року за підтримки Києва й Константинополя здобув Тмуторокань. Титулував себе «архонтом Матрахи, Зіхії і всієї Хозарії» (грец. Áρχωντ[ι] Ματράχ[ων] Ζιχίας χαί πάσης [Χ]αβαρίας), карбував власну монету, підкреслюючи свою суверенність. Хрещене ім'я — Михайло. У «Слові о полку Ігоревім» прозваний Горесла́вичем / Гориславичем (д.-рус. Горислáвличь) за розпалювання міжусобиць.

## Життєпис

### Ранні роки. Битва на Нежатиній ниві
У 1073 році молодші Ярославичі, Святослав та Всеволод I, змовились і вигнали з Києва свого старшого брата Ізяслава I. За новим розподілом земель Святослав сів у столиці, а Всеволод перейшов до Чернігова. Своєму молодшому сину, Олегу, Святослав дав в управління Волинь. 1076 року Олег разом з Володимиром II Мономахом здійснив успішний похід у Чехію, допомагаючи польському королю Болеславу II Сміливому.
Проте невдовзі після смерті Святослава Ярославича (1076), Ізяслав Ярославич повернувся на Русь, сів на княжінні в Києві та вигнав свого племінника з Волині. Олег деякий час жив при дворі дядька Всеволода у Чернігові. Однак у квітні 1078 року, не дочекавшись нових земель, він утік у Тмуторокань до свого брата Романа Святославича.
У 1078 році Олег разом з Борисом Вячеславичем привів половців на Руську землю. 25 серпня на Сожиці русько-половецька армія Олега та Бориса розбила Всеволода Ярославича. Завдяки цьому успіху князі-ізгої змогли ненадовго захопити Чернігів. Супротив бунтівних князів вийшли з військами Всеволод Ярославич з сином Володимиром та Ізяслав Ярославич з сином Ярополком. У битві на Нежатиній ниві, яка відбулась 3 жовтня 1078 року загинули князі Борис В'ячеславич і Ізяслав Ярославич. Військо Олега зазнало поразки, і він був змушений повернутися до Тмутаракані. В 1079 році Олег Святославич був по-зрадницьки схоплений тмутороканськими хозарами і виданий Візантії. Візантійський уряд заслав його на острів Родос, де Олег провів 4 роки і одружився з Феофанією Моузалоніссою.

### Після повернення з Візантії

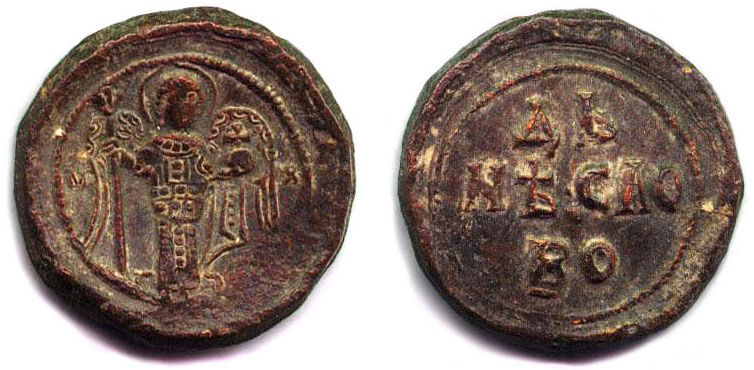
Печатка Олега Святославича

1083 року Олег повернувся в Причорномор'я і відібрав тмутараканське князівство від Давида Ігорьовича та Володаря Ростиславича. У 1094 році за підтримки половців здобув Чернігівське князівство (за деякими даними, Володимир Мономах добровільно віддав йому у володіння Чернігів). У Повісті Минулих Літ говориться: «Прийшов Олег з половцями з Тмуторакані, і підійшов до Чернігова. Володимир же уклав мир з Олегом і пішов до міста батька свого (Переяслава)».
Святополк та Володимир Мономах хотіли схилити Олега на свій бік у боротьбі проти половців, та той відмовився. Олег був звинувачений у зраді, проти нього розпочалася війна. У 1096 році Олег тікає до Стародуба, потім до Смоленська.
Згодом за рішенням Любецького з'їзду 1097 року Олег закріпив за своїм родом Чернігово-Сіверські землі, а сам сів на новгород-сіверський престол. В 1107 і 1113 роках брав участь у походах на половців. Помер 1 серпня 1115 року. Похований у Спаському соборі в Чернігові.
За укладення союзу з половцями та розпалювання князівських міжусобиць автор «Слова о полку Ігоревім» назвав Олега Святославича Гориславичем.
У Лаврентіївському літописі зберігся лист Володимира Мономаха до Олега Святославича.
«Лист Володимира Мономаха до Олега Святославича було написано наприкінці 1096 або на початку 1097 року за таких обставин. У 1094 році Олег утретє навів половців на Руську землю і захопив (законно) отчину свого батька — Чернігів, де тоді сидів (незаконно) Володимир. 1096 року Святополк Ізяславич та Володимир Мономах вигнали Олега з Чернігова, потім перемогли в битві під Стародубом, і він пішов до Мурома, де засів син Мономаха Ізяслав. У битві під Муромом 6 вересня 1096 року Ізяслав загинув і перемогу здобув Олег, захопивши також Ростов і Суздаль. Мстислав, син Володимира, який сидів у Новгороді, пішов на Олега, вигнав його з Ростова і Суздаля, запропонувавши йому помиритися з Володимиром. У зв'язку з цим Мстислав написав лист своєму батькові, а батько написав оцього листа до Олега»

## Родина
Був одружений двічі:
- 1079 — Феофанія Музалон, візантійська аристократка[2].
- 1090 — дочка половецького хана Осолука[2].

Діти:
- Всеволод Ольгович (? — 1146) — князь новгород-сіверський (1115—1127), чернігівський (1127—1139), великий князь київський (1139—1146)[2].
- Ігор Ольгович (? — 1147) — князь путивльський (1127—1142), берестейсько-дорогичинський (1142—1146), великий князь київський (1146)[2], святий.
- Гліб Ольгович (? — 1138) — князь курський (1136—1138)[2].
- Святослав Ольгович (? — 1164) — князь новгородський (1136—1138, 1139—1141, 1142—1144), стародубський і білгородський (1141—1146), новгород-сіверський (1146—1157), чернігівський (1157—1164)[2].
- Марія Ольгівна (? — 1146) дружина Петра Властовича, палатина польського князя Болеслава III Кривоустого[2].

## Вшанування пам'яті
У 1997 році в місті Любеч був відкритий Пам'ятник Любецькому з'їзду князів. Серед осіб на пам'ятнику зокрема зображений Олег Святославич.
У місті Володимир є вулиця Князя Олега.
Вулиця Ольговичів у місті Чернігів, названа на честь роду до якого також належав Олег Гореславич.
У місті Олевськ Житомирської області вулицю Пушкіна перейменували на вулицю Князя Олега.